# Cinclodes pabsti
Cinclodes pabsti е вид птица от семейство Furnariidae. Видът е почти застрашен от изчезване.

## Разпространение
Видът е разпространен в Бразилия.